# Ozette (jezero)
Ozette Lake je největší nedotčené přírodní jezero ve státě Washington s rozlohou 31,5 km².
Makahové pojmenovali jezero Kahouk, což znamená velké jezero. Jezero je 13 kilometrů dlouhé a 5 kilometrů široké a leží celé v Olympijském národním parku, přesně na pobřežní části jeho severních hranic. Nachází se v nadmořské výšce 9 metrů a patří do povodí řeky Ozette, kterou je odvodňována na svém severním konci. Jelikož je až 101 metrů hluboké, jeho dno se nachází více než 90 metrů pod úrovní moře.
Na jezeře se nachází tři ostrovy, Tivoli, Zahradní ostrov a Dětský ostrov. Písečné pobřeží ostrova Tivoli je oblíbené mezi kajakáři a kanoisty, kteří zde obvykle přespávají ve stanech při delších výletech po jezeře. Ostrov ale znevýhodňují nepředvídatelné podmínky, jelikož velký povrch jezera na něj při nepříznivém počasí vysílá velké a rychlé vlny.
Od jezera veden několik dalších stezek do námořní rezervace Pacific Coast, tři z nichž jsou cedrové dřevěné chodníky spravované Olympijským národním parkem. Dvě nejnavštěvovanější stezky vedou od informačního kiosku a sociálního zařízení na severním konci jezera. Severní stezka, dlouhá 5 kilometrů, vede k Álavově mysu po cedrovém chodníku a prochází malebnou Ahlstromovou prérií. Jižní stezka, která měří rovněž 5 kilometrů, je dřevěným chodníkem vedoucím k Sand Pointu a k místu 54 petroglyfů na Svatební skále. Rovněž se zde nachází kratší, asi 4 kilometry dlouhá, dobře spravovaná stezka, která vede k divokým oceánským plážím na pobřeží Ericksonova zálivu. Pro veslaře existují tábořiště na pobřeží Ericksonova zálivu, na místě zvaném Eagle Point a na ostrově Tivoli. Mezi delší stezky patří patnáctikilometrová stezka Ozette Loop, která spojuje stezku vedoucí k Sand Pointu a tu vedoucí k Álavově mysu.
Další dvě stezky jsou známé především mezi místními a mezi skautskými skupinami. Jedna z nich, tzv. Stezka pobřežní stráže, vede na pláž, a to jen kousek jižně od parkem spravované stezky vedoucí k Ericksonovu zálivu. Druhá vede od Allenova zálivu k pláži Kayostla. Obě stezky jsou nespravované a bahnité, takže se doporučují jen zkušenějším turistům, kteří jsou připraveni na mokré prostředí.
Správa národních parků provozuje 15místné tábořiště na severním konci jezera. Každý rok navštíví stezku Ozette Loop přes 100 tisíc turistů, takže především v létě se tábořiště rychle zaplní. Kousek od tábořiště se nachází parkoviště. Při letní špičce se doporučuje brzký příjezd. Mimo hranice parku se nachází chatky k pronájmu, sociální zařízení, restaurace a informace.